# Valeriana barbareifolia
Valeriana barbareifolia är en kaprifolväxtart som beskrevs av Carl Friedrich Philipp von Martius och Gal. Valeriana barbareifolia ingår i släktet vänderötter, och familjen kaprifolväxter. Inga underarter finns listade i Catalogue of Life.